# 第27屆奧斯卡金像獎
第27屆奧斯卡金像獎表彰1954年最優秀的電影。贏得最佳影片獎的《碼頭風雲》，由山姆·史匹格監制、伊力·卡山執導。它有十二項提名和八項獲獎，與另外兩齣電影《亂世佳人》（1939年）和《紅粉忠魂未了情》（1953年）不相伯仲，儘管後兩齣電影各有十三項提名。
低成本的黑白片《碼頭風雲》，全部在霍博肯外景拍攝，講述紐約碼頭工人堅韌不拔地面對黑社會的殘酷、貪腐和攪亂的故事。它暴露了黑社會的敲詐勒索，並同時展現一宗無辜港口工人的謀殺案。電影裏，英勇的碼頭工人特利·馬洛伊（馬龍·白蘭度飾）孤身轉為證人，作供指證貪腐和令人生畏的黑社會頭目，成為被追殺的「鴿子」；伊力·卡山和編劇巴德·斯楚伯格以電影裏特利·馬洛伊的故事，把他們在1950年代初於眾議院非美活動委員會（HUAC）上以善意證人身份供出荷里活共產黨員名字一事合理化。
自從三年前堪富利·保加贏了馬龍·白蘭度，最佳男主角的獎項出現「重賽」，二人再一次爭奪該獎項。雖然冰·哥羅士比是當時的熱門被提名人，但是馬龍·白蘭度出乎意料之外地以他在《碼頭風雲》的表現贏得他生平第一個奧斯卡金像獎，現在看來這是奧斯卡金像獎歷史上最合理的冷門賽果之一。此外，該片也是史上第三部在四大演技獎項都有入圍的電影，其中最佳男配角更有三項提名。
另一個冷門賽果是格蕾丝·凯利以《蓬門淑女》贏得最佳女主角獎。茱地·嘉蘭以《星海浮沉錄》成為當時的最佳女主角獎大熱門，她因為不久前才生下第三個孩子，所以不能出席典禮。當時攝錄機已經在她的房間設置好，以便她假如真的獲獎時可以致謝。格魯喬·馬克思之後給她一通電報，表示她失落獎項是「自從大布林克劫案以來最大宗的搶劫案。」
桃樂絲·丹鐸成為第一位獲得最佳女主角提名的非裔美國女演員。

## 獎項
獲獎者在最上方以加粗字體顯示：
| 最佳影片(Best motion picture) | 最佳導演(Directing) |
| --- | --- |
| - 哥倫比亞影業的山姆·史匹格——《碼頭風雲》 - 哥倫比亞影業的斯坦利·克雷默——《叛艦喋血》 - 派拉蒙電影的威廉·珀爾伯格——《蓬門淑女》 - 美高梅的積·卡明斯——《脂粉七雄》 - 二十世紀霍士的索爾·C·西格爾——《羅馬之戀》 | - 伊力·卡山——《碼頭風雲》 - 亞弗列·希治閣——《後窗》 - 佐治·薛頓——《蓬門淑女》 - 威廉·A·韋曼——《情天未了緣》 - 比利·懷特——《龍鳳配》 |
| 最佳男主角(Actor) | 最佳女主角(Actress) |
| - 馬龍·白蘭度——《碼頭風雲》 - 堪富利·保加——《叛艦喋血》 - 冰·哥羅士比——《蓬門淑女》 - 占士·美臣——《星海浮沉錄》 - 丹·歐賀利——《魯賓遜漂流記》 | - 格蕾丝·凯利——《蓬門淑女》 - 桃樂絲·丹鐸——《胭脂虎新傳》 - 茱地·嘉蘭——《星海浮沉錄》 - 柯德莉·夏萍——《龍鳳配》 - 珍·惠文——《地老天荒未了情》 |
| 最佳男配角(Actor in a supporting role) | 最佳女配角(Actress in a supporting role) |
| - 艾德蒙·奧布萊恩——《赤足天使》 - 李·J·谷——《碼頭風雲》 - 卡爾·馬登——《碼頭風雲》 - 洛·史德加——《碼頭風雲》 - 湯·塔利——《叛艦喋血》 | - 伊娃·瑪莉·聖——《碼頭風雲》 - 尼娜·弗徹——《縱橫天下》 - 凱提·朱拉多——《斷戈浴血記》 - 簡·斯特林——《情天未了緣》 - 嘉麗·杜莉華——《情天未了緣》 |
| 最佳改編劇本 Writing (Screenplay) | 最佳原創劇本 Writing (Story and screenplay) |
| - 《蓬門淑女》——佐治·薛頓 - 《叛艦喋血》——史丹利·羅勃茲 - 《後窗》——約翰·米高·海斯 - 《龍鳳配》——比利·懷特、森姆·A·泰勒 和 恩斯特·雷曼 - 《脂粉七雄》——亞伯特·哈基、法蘭西絲·古德利屈 和 桃樂絲·金斯利 | - 《碼頭風雲》——巴德·斯楚伯格 - 《赤足天使》——約瑟·曼基威士 - 《飛車艷史》——威廉·羅斯 - 《葛倫米勒傳》——華倫天奴·戴維斯 和 奧斯卡·布羅德尼 - 《吉人天相》——諾曼·帕拉馬 和 梅爾文·法蘭 |
| 最佳故事 Writing (Motion picture story) | 最佳卡通短片 Short subject (Cartoon) |
| - 《斷戈浴血記》——菲臘·約爾丹 - 《麵包愛情與幻想》——埃托雷·馬加當那 - 《禁止的遊戲》——佛蘭柯斯·波耶 - 《柏林間諜戰》——傑德·哈里斯 和 湯·李德 - 《娛樂世界》——拉馬爾·特勞蒂 | - 《馬鴣飛去時》 - 《瘋狂搞混狗》 - 《豬就是豬》 - 《沙之爪》 - 《說得好，小貓咪！》 |
| 最佳紀錄片 Documentary(Feature) | 最佳紀錄短片 Documentary(Short Subject) |
| - 《消失的草原》——華特迪士尼 - 《斯特拉特福歷險記》——佳·格洛佛 | - 《星期四的孩子》 - 《航空母艦》 - 《林布蘭：自畫像》 |
| 最佳單軸短片 Short subject (One-reel) | 最佳雙軸短片 Short subject (Two-reel) |
| - 《機械時代》——羅伯特·楊森 - 《第一鋼琴四重奏》——奧圖·朗 - 《施特勞斯幻想》——尊尼·格連 | - 《遠離戰爭的時光》——丹尼斯·桑德斯和泰瑞·桑德斯 - 《美女與公牛》——西追·法蘭西斯 - 《航空母艦》——奧圖·朗 - 《暹羅》——華特迪士尼製作公司 |
| 最佳劇情或喜劇片配樂 Music(Music score of a dramatic or comedy picture) | 最佳歌舞片配樂 Music(Scoring of a musical picture) |
| - 《情天未了緣》——迪米特里·迪奧姆金 - 《叛艦喋血》——馬克斯·史坦納 - 《飛車艷史》——賴瑞·艾德勒 - 《碼頭風雲》——雷納德·伯恩斯坦 - 《聖杯》——法蘭茲·威克斯曼 | - 《脂粉七雄》——阿道夫·達奇 和 索爾·卓別靈 - 《胭脂虎新傳》——赫歇爾·柏克·吉伯 - 《葛倫米勒傳》——約瑟夫·格申森和 亨利·曼西尼 - 《星海浮沉錄》——雷·海恩多夫 - 《娛樂世界》——艾佛瑞·紐曼 和 賴尼爾·紐曼 |
| 最佳歌曲 Music(Song) | 最佳錄音(Sound recording) |
| - 《Three Coins in the Fountain》（《羅馬之戀》插曲）——作曲：朱利·史坦；填詞：薩米·卡恩 - 《Count Your Blessings Instead of Sheep》（《銀色聖誕》插曲）——詞曲：歐文·柏林 - 《The High and the Mighty》（《情天未了緣》插曲）——作曲：迪米特里·迪奧姆金；填詞：內德·華盛頓 - 《Hold My Hand》（《良宵春暖》插曲）——詞曲：積·羅倫斯和李察·邁亞斯 - 《The Man That Got Away》（《星海浮沉錄》插曲）——作曲：哈羅德·阿倫；填詞：艾拉·格什溫 | - 《葛倫米勒傳》——環球影業混音部的萊斯里·I·凱利 - 《錦繡天堂》——美高梅影業混音部的韋斯利·C·米勒 - 《叛艦喋血》——哥倫比亞電影公司混音部的約翰·P·萊伐達萊 - 《後窗》——派拉蒙電影混音部的羅蘭·L·賴德 - 《良宵春暖》——雷電華電影混音部的約翰·O·奧爾伯格 |
| 最佳黑白片艺术指导 Art direction(Black-and-white) | 最佳彩色片艺术指导 Art direction(Color) |
| - 《碼頭風雲》——美術指導和布置：李察·戴 - 《蓬門淑女》——美術指導：哈爾·佩雷拉 和 羅蘭·安德森；布置：山姆·寇默 和 格蕾絲·格雷戈里 - 《縱橫天下》——美術指導：西追·吉本森 和 愛德華·卡法諾；布置：艾德溫·B·韋利士 和 艾米爾·古利 - 《歡樂飄香》——美術指導和布置：麥士·奧福斯 - 《龍鳳配》——美術指導：哈爾·佩雷拉 和 華爾特·泰萊；布置：山姆·寇默 和 雷·莫耶                                                                              | - 《海底長征》——美術指導：約翰·米漢；布置：艾米爾·古利 - 《錦繡天堂》——美術指導：西追·吉本森 和 普雷斯頓·艾姆斯；布置：艾德溫·B·韋利士 和 基奥·格里森 - 《拿破侖情史》——美術指導：莱尔·惠勒 和 李蘭·富勒；布置：華特·M·史葛 和 保羅·S·霍士 - 《粉腿紅綾》——美術指導：哈爾·佩雷拉 和 羅蘭·安德森；布置：山姆·寇默 和 雷·莫耶 - 《星海浮沉錄》——美術指導：馬琴·畢、真·亞倫 和 艾琳·莎拉夫；布置：佐治·占士·鶴健士 |
| 最佳黑白片摄影 Cinematography(Black-and-white) | 最佳彩色片摄影 Cinematography(Color) |
| - 《碼頭風雲》——鲍里斯·考夫曼 - 《蓬門淑女》——約翰·F·華倫 - 《縱橫天下》——佐治·福爾西 - 《流氓警探》——約翰·塞茨 - 《龍鳳配》——小查理斯·朗 | - 《羅馬之戀》——米尔顿·克拉斯纳 - 《埃及人》——里昂·夏罗伊 - 《後窗》——羅拔·伯克斯 - 《脂粉七雄》——佐治·福爾西 - 《聖杯》——威廉·V·斯卡爾 |
| 最佳黑白片服裝設計 Costume design(Black-and-white) | 最佳彩色片服裝設計 Costume design(Color) |
| - 《龍鳳配》——伊蒂絲·海德 - 《某夫人》——尤里·安年科夫 和 羅西娜·德拉馬爾 - 《縱橫天下》——海倫·羅斯 - 《彩鳳登龍》——尚·路易 - 《孽戀》——克里斯汀·迪奧 | - 《地獄門》——和田三造 - 《錦繡天堂》——艾琳·莎拉夫 - 《拿破侖情史》——查爾斯·勒梅爾 和 雷內·休伯特 - 《星海浮沉錄》——尚·路易、瑪麗·安·尼貝格和 艾琳·莎拉夫 - 《娛樂世界》——查爾斯·勒梅爾、特拉維拉 和 迈尔斯·怀特 |
| 最佳影片剪辑(Film editing) | 最佳特殊效果(Special effects) |
| - 《碼頭風雲》——吉恩·米尔福德 - 《海底長征》——艾爾摩·威廉斯 - 《叛艦喋血》——威廉·里昂 和 亨利·巴提斯塔 - 《情天未了緣》——拉尔夫·道森 - 《脂粉七雄》——拉爾夫·E·溫特斯 | - 《海底長征》 - 《潛艇間諜戰》 - 《他們！》 |

### 奧斯卡榮譽獎
- 博士倫——为他们对电影产业发展的贡献。
- 肯普·R·尼弗[16]——为他对美国国会图书馆恢复收藏电影资料的努力。
- 葛麗泰·嘉寶——为她精湛的表演。
- 丹尼·凱——为他的才能和多年来对学院，电影产业和美国人民的贡献。
- 莊·懷特利（英语：Jon Whiteley）——为他在电影《小拐骗者（英语：The Kidnappers）》裡出色的表演。
- 文森特·溫特（英语：Vincent Winter）——为他在电影《小拐骗者》裡出色的表演。

### 最佳外語片
- 《地獄門》（ 日本）

## 頒獎嘉賓
- 巴迪·阿德勒（頒發：最佳影片獎）
- 羅蘭·比歌（頒發：科技類獎項）
- 堪富利·保加（頒發：最佳攝影獎（黑白））
- 查理斯·布拉克（英语：Charles Brackett）（頒發：榮譽獎）
- 馬龍·白蘭度（頒發：最佳導演獎）
- 李·科布（英语：Lee J. Cobb）（頒發：最佳特殊效果獎）
- 冰·哥羅士比（頒發：音樂類獎項）
- 桃樂絲·丹鐸（頒發：最佳剪接獎）
- 贝蒂·戴维斯（頒發：最佳男主角獎）
- 尼娜·弗徹（英语：Nina Foch）和珍·惠文（頒發：服裝設計類獎項）
- 柯德莉·夏萍、卡爾·馬登和嘉麗拉·挑莉娥（頒發：寫作類獎項）
- 威廉·荷頓（頒發：最佳女主角獎）
- 珍·瑪麗·恩科斯（英语：Jean Marie Ingels）（頒發：最佳外語片獎）
- 凱提·朱拉多（英语：Katy Jurado）（頒發：最佳攝影獎）
- 格蕾丝·凯利（頒發：紀錄片類獎項）
- 梅尔·奥伯伦（頒發：榮譽獎——青少年表現）
- 愛門·奧勃連（英语：Edmond O'Brien）、伊娃·瑪莉·聖和洛·史德加（頒發：短片類獎項）
- 丹·歐賀利（英语：Dan O'Herlihy）和珍·史泰玲（頒發：美術指導類獎項）
- 唐娜·里德（頒發：最佳男配角獎）
- 法蘭·仙納杜拉（頒發：最佳女配角獎）
- 湯·塔利（英语：Tom Tully）（頒發：最佳錄音獎）

## 表演嘉賓
- 露絲瑪莉·古尼（英语：Rosemary Clooney）（《星海浮沉錄》插曲《The Man That Got Away（英语：The Man That Got Away）》）
- 尊尼·戴斯蒙（英语：Johnny Desmond）和蒙斯·馬爾切利諾（英语：Muzzy Marcellino）（《情天未了緣（英语：The High and the Mighty (film)）》插曲《The High and the Mighty（英语：The High and the Mighty (1954 song)）》）
- 佩吉·金（英语：Peggy King）（《銀色聖誕（英语：White Christmas (film)）》插曲《Count Your Blessings Instead of Sheep（英语：Count Your Blessings (Instead of Sheep)）》）
- 甸恩·馬田（《羅馬之戀（英语：Three Coins in the Fountain (film)）》插曲《Three Coins in the Fountain（英语：Three Coins in the Fountain (song)）》）
- 東尼·馬田（英语：Tony Martin (American singer)）（《良宵春暖（英语：Susan Slept Here）》插曲《Hold My Hand（英语：Hold My Hand (1953 song)）》）

## 提名與獲獎大戶
| 以下電影獲得多項提名： - 12項提名：《碼頭風雲》 - 7項提名：《叛艦喋血》、《蓬門淑女》 - 6項提名：《情天未了緣》、《龍鳳配》、《星海浮沉錄》 - 5項提名：《脂粉七雄》 - 4項提名：《縱橫天下》、《後窗》 - 3項提名：《海底長征》、《錦繡天堂》、《葛倫米勒傳》、《娛樂世界》、《羅馬之戀》 - 2項提名：《赤足天使》、《斷戈浴血記》、《胭脂虎新傳》、《拿破侖情史》、《飛車艷史》、《航空母艦》、《聖杯》、《良宵春暖》 | 以下電影獲得多項獎項： - 8項獎項：《碼頭風雲》 - 2項獎項：《海底長征》、《蓬門淑女》、《羅馬之戀》 |